# Chlorops xanthomelas
Chlorops xanthomelas är en tvåvingeart som först beskrevs av Mario Bezzi 1928.  Chlorops xanthomelas ingår i släktet Chlorops och familjen fritflugor.
Artens utbredningsområde är Fiji. Inga underarter finns listade i Catalogue of Life.